# Melville (Nowy Jork)
Melville – jednostka osadnicza w Stanach Zjednoczonych, w stanie Nowy Jork, w hrabstwie Suffolk.
W tym miejscu, 19 listopada 1998 r., zginął reżyser filmowy Alan J. Pakula.